# Оксокислоти хлору
Оксокислоти хлору (англ. chlorine oxyacids) — оксокислоти відносяться до ступенів окиснення хлору +1, +3, +5, +7.
- Гіпохлоритна кислота (англ. hypochlorous acid), HClO — вільна кислота утворюється в газовій фазі з води і хлору, існує у водних розчинах хлору, слабка кислота, нестійка. Солі (гіпохлорити) містять йон ClO–, оксидант. У лужних розчинах (зокрема при нагріванні) диспропорціонують:
3ClO– → 2Cl– + ClO3–

- Хлоритна кислота (англ. chlorous acid), HClO2 — слабка кислота, у вільному вигляді не виділена. Хлоритам властивий іон ClO2– (зігнута форма), оксидант.

- Хлоратна кислота (англ. chloric acid), HClO3 — сильна кислота, у вільному стані не виділена. Хлоратам властивий аніон ClO3– (будова пірамідальна), оксидант.

- Перхлоратна кислота (англ. perchloric acid), HClO4 — найсильніша одноосновна кислота. Солі (перхлорати) містять аніон ClO4– тетраедричної структури, оксидант, дуже мала схильність бути лігандом у комплексних сполуках.